# Peter Aschoff
Peter Aschoff (* 1965 in Deutschland) ist ein deutscher evangelischer Theologe, Mitbegründer der Elia-Gemeinschaft in Erlangen, Autor und Vorreiter der Emerging Church-Bewegung in Deutschland.

## Leben
Aschoff hat in Erlangen und Tübingen evangelische Theologie studiert und mit einer Arbeit über den lutherischen Theologen Gottfried Thomasius promoviert. Er war Mitbegründer, im Leitungsteam und auch der führende Kopf der Elia Gemeinschaft in Erlangen. Das ist eine eigenständige, junge Kirchgemeinde im evangelischen Dekanat von Erlangen.
Aschoff war Mitbegründer und 1. Vorsitzender des Alpha Deutschland e. V. und Autor und Mitglied im Redaktionsteam der Zeitschrift Aufatmen, die im Bundes-Verlag in Witten erscheint. 2010 sprach er am ökumenischen Kirchentag über die weltweite Emerging Church-Bewegung und deren bunte Spiritualität.
Ab dem 1. September 2018 war er Pfarrer an der Auferstehungskirche in Nürnberg-Zerzabelshof, seit Januar 2025 in der Kirchengemeinde St. Johannis im gleichnamigen Nürnberger Stadtteil.

## Privates
Aschoff ist verheiratet mit Martina Aschoff und Vater von vier Kindern.

## Kritik
Da sich Aschoff für eine Kontextualisierung des Evangeliums von Jesus Christus, für eine gemeinschaftliche Kirche und die Emerging-Church-Bewegung einsetzt, gerät er vor allem bei konservativen Evangelikalen in Kritik.

## Werke

### Als Alleinautor
- Die Kirche im Leben und Werk von Gottfried Thomasius (1802–1875). Gütersloher Verlagshaus, Gütersloh 1999. ISBN 978-3-579-00388-7
- Mit Gott im Job: Ganzheitlich leben – Gott am Arbeitsplatz begegnen. SCM R. Brockhaus, Wuppertal 2004. ISBN 978-3-417-24864-7
- Licht der Sonne, Glanz des Feuers: Die Spiritualität Irlands entdecken. SCM R. Brockhaus, Wuppertal 2006. ISBN 978-3-417-24488-5
- Kaum zu fassen: Eine kleine Reise durch die große Welt des Glaubens. Adeo, Gerth, Asslar 2010. ISBN 978-3-942208-23-9

### Als Mitautor
- Mit Friedrich Aschoff: Sprachengebet. Aus der Gemeinde – für die Gemeinde – Werkstattheft. Geistliche Gemeinde-Erneuerung in der Evangelischen Kirche, Hamburg 1992
- Mit Tobias Faix und Thomas Weißenborn: ZeitGeist 2: Postmoderne Heimatkunde. Verlag der Francke-Buchhandlung, Marburg 2009. ISBN 978-3-86827-121-8
- Mit Walter Faerber: Evangelium: Gottes langer Marsch durch seine Welt. Francke, Marburg 2012. ISBN 978-3-86827-352-6

### Als Übersetzer
- Miroslav Volf: Von der Ausgrenzung zur Umarmung: Versöhnendes Handeln als Ausdruck christlicher Identität. Francke, Marburg 2012. ISBN 978-3-86827-355-7 (Originaltitel: Exclusion and Embrace)